# جي أف للبيتروكميائيات
جي أف للبيتروكيميائيات (الإنجليزية: GF biochemicals) هي شركة بيتروكيميائية أنشأت في عام 2008، تأسست الشركة من خلال الثنائي  باسكوالي غراناتا وشريكه لاعب كرة القدم ماتيو فلاميني
حيث تحدد إسم الشركة من خلال إسماهما جي و أف ،أصبحت شركة جي أف للبيتروكيميائيات في عام 2015 أول شركة تجارية في العالم قادرة على تصنيع حمض الليفولينيك بكميات كبيرة،للشركة مكاتب في كل من ميلان إيطاليا و هولاندا، تقدر قيمة الشركة حاليا بـ21 مليار جنيه إسترليني (26.6 مليار دولار) حيث أن ماثيو فلاميني هو الرئيس التنفيذي.